# BR-285

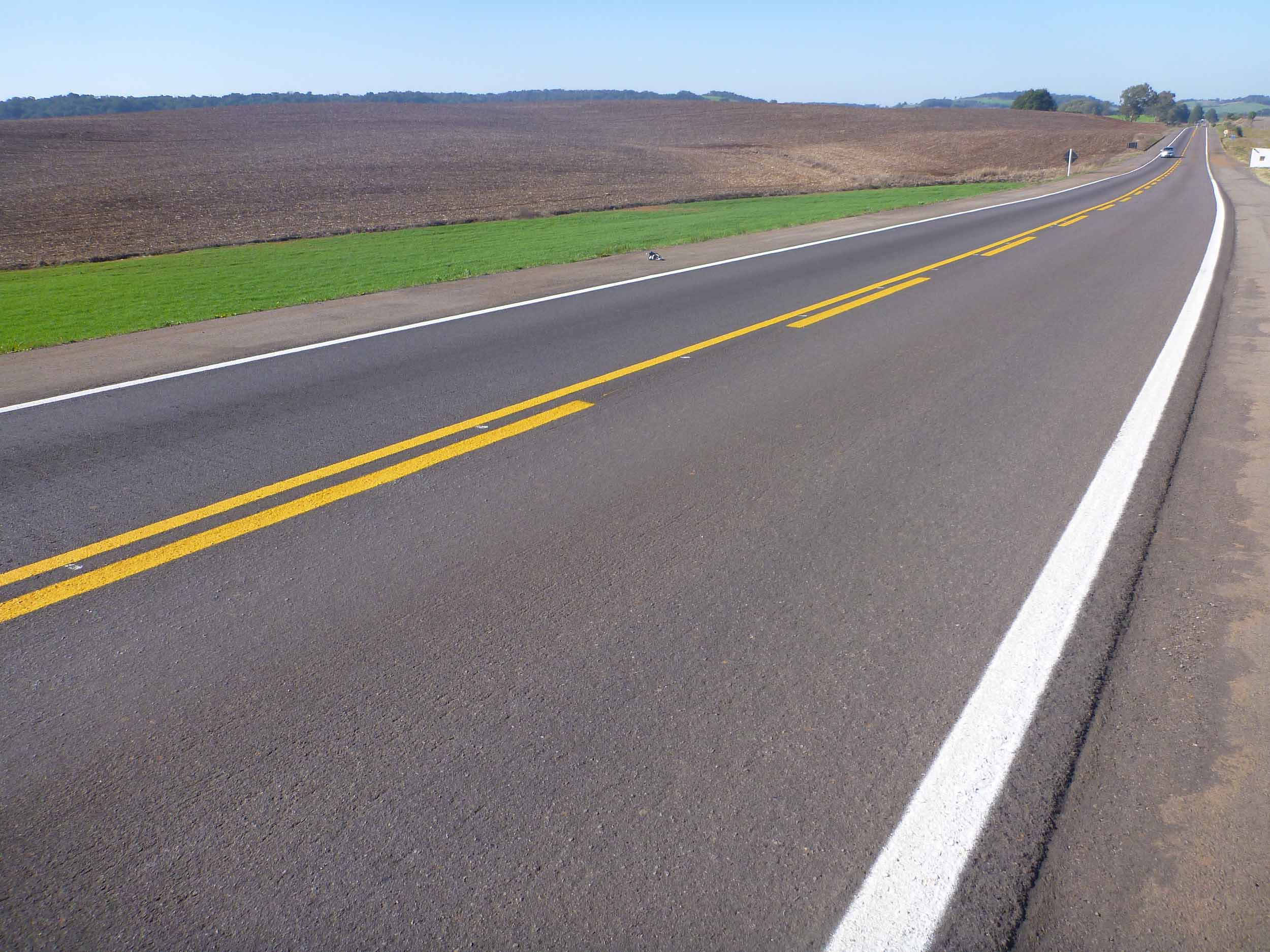
BR-285 em Lagoa Vermelha.

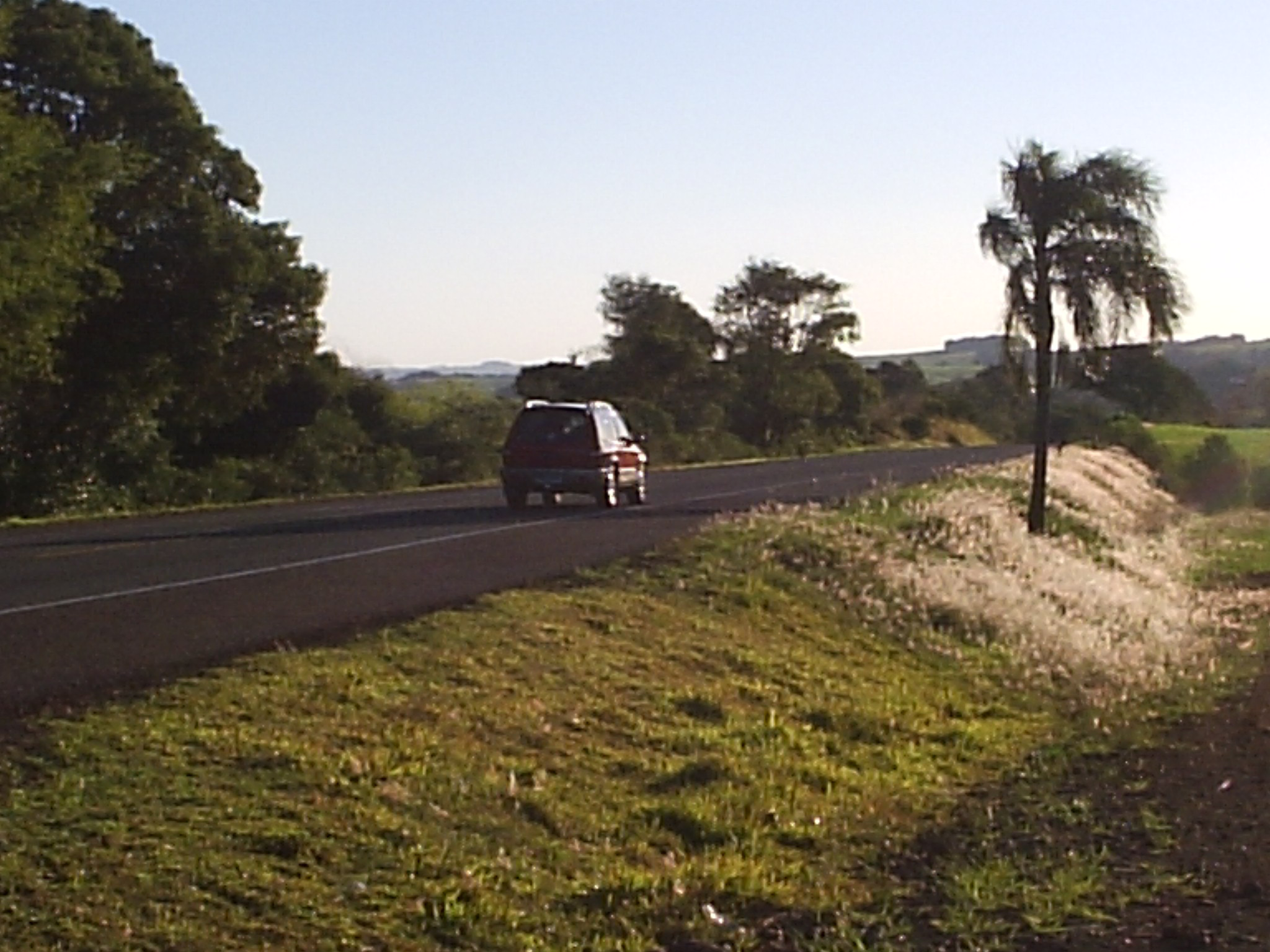
BR-285 em Panambi, no Noroeste Rio-Grandense.

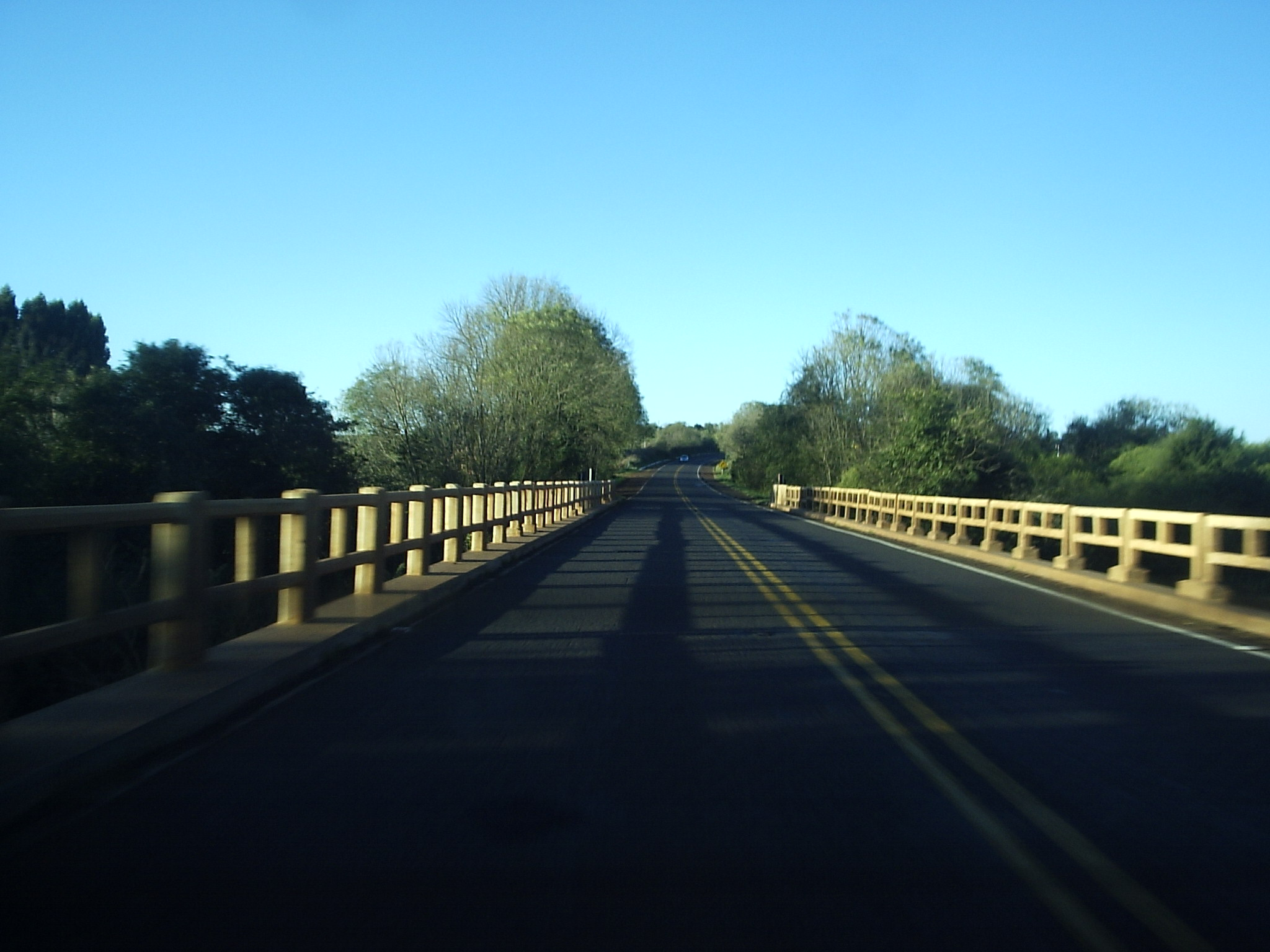
Ponte sobre o rio Caxambu na BR-285, município de Panambi.

A BR-285 é uma rodovia transversal brasileira que inicia em Araranguá, Santa Catarina, atravessa a serra e o planalto gaúchos, com extensão de aproximadamente 673,1 km no Rio Grande do Sul e 53,0  km em Santa Catarina, passando por cidades como Vacaria, Lagoa Vermelha, Gentil, Água Santa, Passo Fundo, Carazinho, Ijuí e São Luiz Gonzaga, e termina em São Borja, Rio Grande do Sul, na fronteira com a Argentina.
Durante o veraneio, a BR-285 recebe grande fluxo de veículos de passeio provindos da Argentina, em sentido do Litoral Gaúcho e Catarinense. O trajeto é feito entre São Borja (divisa com a Argentina) até Vacaria. De lá, o motorista pode seguir para as praias gaúchas, descendo para Caxias do Sul e tomando a Rota do Sol (BR-453) até Terra de Areia. Outro caminho é subir até Lages, no estado de Santa Catarina, e seguir então direto para Florianópolis. O trajeto entre Vacaria e Araranguá, além de ser realizado em trecho de serra e com baixa infra-estrutura viária, ainda tem um trecho não-asfaltado entre as cidades de São José dos Ausentes e Timbé do Sul, o que torna este trecho pouco trafegado.
Foi construída pelo 3º Batalhão Rodoviário e funcionários públicos federais, contratados na época, com início no município de Vacaria-RS, cujo marco do quilometro "zero" foi implantado naquele município, sendo posteriormente alterado, quando a mesma foi ampliada até o município de Araranguá-SC.

## Obras de pavimentação
Em agosto de 2010 foram inauguradas as obras de pavimentação entre as cidades de Vacaria e São José dos Ausentes, o que teve um impacto econômico positivo na região e aumentou num 20% a ocupação das pousadas desta última cidade. Em agosto de 2012 se retomam as obras entre São José dos Ausentes e o limite com o estado de Santa Catarina. Do lado catarinense, os 22,8 quilômetros restantes seguem sendo de terra e as obras se encontram atualmente paralisadas. Devido a que é uma das rodovias mais transitadas da região, principalmente por caminhões que transladam suas mercadorias para Argentina e outros países do Mercosul, alguns municípios propõem a necessidade de construir uma freeway nos pontos mais críticos da BR-285 que melhorariam o fluxo veicular e diminuiria a quantidade de acidentes.
Em 2012 começaram as obras de pavimentação para o trecho que vai desde São José dos Ausentes até o limite estadual. O seguinte trecho de 22,8 quilômetros, já dentro de Santa Catarina, teve atrasado o início das obras, o que gerou protestos de várias associações de empresários da região. Em 2019 foram retomadas as obras de conclusão da pavimentação da estrada. Em setembro de 2019, havia 8 km aptos a serem pavimentados na Serra da Rocinha, enquanto os 5 km finais dependiam da finalização do projeto de contenção de encostas para retomada da terraplenagem. Nos segmentos do Contorno e do trecho urbano de Timbé do Sul já foi concluída a pavimentação asfáltica.
Em agosto de 2020, restavam, no estado do Rio Grande do Sul, apenas 8 km para a conclusão total da pavimentação da BR-285 no estado, entre a cidade de São José dos Ausentes e a divisa com Santa Catarina. Quando concluída, será uma rota bioceânica, já que se interliga com rodovias já existentes no norte da Argentina e chega ao litoral chileno, na cidade portuária de Antofagasta. As obras neste trecho foram retomadas em 2022, com previsão de término para 2024, devido à uma ponte de 80m de altura e 400m de comprimento que deveria ser feita.
Já no trecho de Santa Catarina, em abril de 2022, estavam quase concluídas as obras nos últimos 22 km que precisavam de pavimentação entre Timbé do Sul e a divisa com o Rio Grande do Sul. Faltavam apenas 800 metros, com previsão de entrega para julho de 2022. 

## Trechos
| Ponto de referência                                  | Extensão do trecho | Extensão acumulada | Situação        |
| ---------------------------------------------------- | ------------------ | ------------------ | --------------- |
| BR-101 (Araranguá)                                   | ---                | 0 km               | ---             |
| Fim do trecho asfaltado (Timbé do Sul)               | 37,7 km            | 37,7 km            | Pavimentado     |
| Divisa SC/RS                                         | 15,3 km            | 53,0 km            | Não pavimentado |
| Reinício do asfalto (São José dos Ausentes)          | 16,9 km            | 69,9 km            | Não pavimentado |
| Início do trecho coincidente com a BR-116 (Vacaria)  | 102,2 km           | 172,1 km           | Pavimentado     |
| Fim do trecho coincidente com a BR-116               | 1,4 km             | 173,5 km           | Pavimentado     |
| Entroncamento BR-470 (A)                             | 65,6 km            | 239,1 km           | Pavimentado     |
| Início do trecho coincidente com a RS-135            | 104,3 km           | 343,4 km           | Pavimentado     |
| Fim do trecho coincidente com a RS-135 (Passo Fundo) | 1,7 km             | 345,1 km           | Pavimentado     |
| Entroncamento BR-158 (p/ Cruz Alta)                  | 123,9 km           | 469,0 km           | Pavimentado     |
| Entroncamento BR-287 (A) / BR-472)                   | 257,1 km           | 726,1 km           | Pavimentado     |

Extensão pavimentada: 693,9 km (95,57%)
Extensão duplicada: 0,0 km (0,00%)

## Pedágios
Existiam dois trechos da BR-285 que foram concessionados a empresas privadas: 66 quilômetros entre Vacaria e Lagoa Vermelha e 120 quilômetros entre Passo Fundo e Panambi. Atualmente as concessões foram revogadas e não há mais cobrança de pedágio na rodovia.